# Karim Ziáni
Karim Koceila Yanis Ziáni  (arabul: كريم زياني; Sèvres, 1982. augusztus 17. –) francia születésű algériai labdarúgó, a francia másodosztályban érdekelt Orléans középpályása.